# Mnioes mores
Mnioes mores là một loài tò vò trong họ Ichneumonidae.